# Byrrhinus amoenus
Byrrhinus amoenus är en skalbaggsart som beskrevs av Wooldridge 1987. Byrrhinus amoenus ingår i släktet Byrrhinus och familjen lerstrandbaggar. Inga underarter finns listade i Catalogue of Life.